# Petrus von Hatzfeld

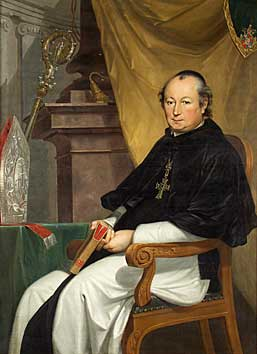
Petrus von Hatzfeld, 48. Abt von Marienfeld

Petrus von Hatzfeld OCist (* 1748 in Münster; † 24. April 1823 in Boesfeld, heute zu Herzebrock-Clarholz) war Priester und Abt des Klosters Marienfeld.
Petrus von Hatzfeld wurde 1748 als jüngster von drei Brüdern als Franz Wilhelm Hunold von Hatzfeld in Münster geboren. Sein Vater war Domkapitelsgograf Johann Caspar von Hatzfeld. Die Taufe empfing er am 8. September 1748 in St. Ludgeri in Münster. Sein ältester Bruder, Paul, trat in das Zisterzienserkloster Marienfeld ein und wurde Beichtvater im Kloster Rulle und um 1800 Dechant in Harsewinkel.
Franz Wilhelm Hunold trat am 1. November 1766 unter dem Namen Petrus in das Kloster Marienfeld ein. Am 18. Juni 1772 empfing er seine Priesterweihe, am 21. August 1779 wurde er zum Klosterkoch benannt. Abt Stephanus Pöttken ernannte ihn am 3. November 1785 zum Beichtvater des Klosters Bersenbrück, das bereits seit der Mitte des 15. Jahrhunderts dem Kloster Marienfeld unterstellt war. Am 7. Oktober 1794 wurde Petrus von Hatzfeld zum 48. und letzten Abt und Prälaten von Marienfeld gewählt. Nach dem Reichsdeputationshauptschluss teilte die Königlich-Preußische Regierung dem Marienfelder Konvent am 21. März 1803 die Aufhebung des Klosters mit, welche am 29. März 1803 vollzogen wurde.
Abt Petrus verließ Marienfeld mit 5.000 Florin Pension zu seinem jüngeren Bruder nach Stromberg. Am 24. April 1823 starb er in Boesfeld. Er wurde in Herzebrock beigesetzt.